# 521 (tal)
521 är det naturliga heltal som följer 520 och följs av 522.

## Matematiska egenskaper
- 521 är ett udda tal.
- 521 är ett Defekt tal.
- 521 är ett primtal[1].

## Inom vetenskapen
- 521 Brixia, en asteroid.